# YuuRI
YuuRI（ユーリ、1997年9月16日 - ）は、日本の女子プロレスラー。東京都練馬区出身。血液型A型。ガンバレ☆プロレス所属。

## 経歴
- 2020年11月11日、プロフェッショナルレスリングJUST TAP OUT・後楽園ホール大会の対柳川澄樺でデビュー。[2]
- 2021年8月に他団体への移籍を発表し9月2日のラストマッチをもって退団[3]。9月4日のガンバレ☆プロレス板橋グリーンホール大会に突如現れ、入団したことを電撃発表[4]、その場でまなせゆうなとのエキシビジョンマッチを決行した[5]。
- 2023年、古巣であるJUST TAP OUTに参戦、3月3日には同期同日デビューである柳川、ミサとタッグを組んだ。4月9日には稲葉ともかの持つQueen of JTOを行ったが、勝利できず。[6]
- 2023年7月17日、アイスリボンラジアントホール大会のICE×∞王座選手権試合において王者・トトロさつきに勝利、自身初となるシングルタイトルを戴冠。[7]
- 2023年8月6日、ガンバレ☆プロレス高島平区民館大会で小髙イサミ選手の持つスピリット・オブ・ガンバレ世界タッグ選手権試合に挑戦するも、敗退。[8]
- 2023年8月11日、ガンバレ☆女子プロレス板橋グリーンホール大会でまなせあみとのICE×∞王座選手権試合を行い、防衛。[9]
- 2023年8月26日、アイスリボン後楽園ホール大会で星いぶきとのICE×∞王座選手権試合を行い、いぶning starで負け、防衛できず。[10]
- 2023年11月3日、アイスリボン東京ドームシティ大会で杏ちゃむとのタッグで星いぶき＆松下楓歩とインターナショナルリボンタッグ王者決定戦を行い、勝利。 第61代タッグ王者となる。[11]
- 2023年12月17日、アイスリボンSKIPシティ大会のメインでインターナショナルリボンタッグ選手権が予定されていたが、試合のコスチュームを忘れて家に取りに帰り、メインのインターナショナルリボンタッグ選手権の開始時間に間に合わないと言うハプニングがある。 最初、トトロさつき＆藤滝明日香 vs 杏ちゃむと言う前代未聞の2対1で試合が開始されたが、試合の途中で間に合い、防衛に成功。[12]
- 2023年12月31日、アイスリボン後楽園ホール大会で弓李＆芦田美歩とインターナショナルリボンタッグ選手権を行うが、弓李のネ・コヒストラルでYuuRI選手が負け、防衛できず。[13]
- 2024年6月23日、アイスリボン後楽園ホール大会でICEx∞王者決定戦を行い、星ハム子に勝利。 第38代ICEx∞王者となる。[14]
- 2024年8月24日アイスリボン後楽園ホール大会で海乃月雫とICEx∞選手権を行い、防衛。[15]
- 2024年10月14日、ガンバレ☆プロレス高島平区民館大会で渡瀬瑞基＆入江茂弘の持つスピリット・オブ・ガンバレ世界タッグ選手権にまなせゆうなと挑戦するも敗退。試合後に渡瀬瑞基＆入江茂弘から賞賛される。[16]
- 2024年10月19日アイスリボン後楽園ホール大会で真白優希とICEx∞選手権を行うが、防衛できず。[17]

## 得意技
- スワントーンボム
- スリーパーホールド
- 619

## タイトル歴
- 第36代、第38代ICE×∞王座[18]
- 第61代インターナショナルリボンタッグ王座（パートナーは、杏ちゃむ）[19]

## 人物・エピソード
- 知り合いから勧められたプロレスの動画を見たのを機に、生観戦含めプロレスに没頭。JUST TAP OUTで練習生となり、2020年11月にデビューを果たした。
- アニメ、ゲーム好きで、ライブ配信プラットフォームMildom公認配信者として、定期的にゲーム配信をしている[20]。

## 入場曲
- Life / NEFFEX（ガンプロ）
- YuuRI（JTO）作曲 HK PROJECT